# Marbaix
Pour les articles ayant des titres homophones, voir Marbais et Marbay.
Pour l’article homonyme, voir Marbaix-la-Tour.
Marbaix est une commune française, située dans le département du Nord en région Hauts-de-France.

## Géographie
Marbaix se situe dans le Sud-Est du département du Nord (Hainaut) en plein cœur du parc naturel régional de l'Avesnois.
L'Avesnois est connu pour ses prairies, son bocage et son relief un peu vallonné dans sa partie Sud-Est (début des contreforts des Ardennes), dite « petite Suisse du Nord ».
En fait, Marbaix fait partie administrativement de l'Avesnois, géologiquement des Ardennes, historiquement du Hainaut et ses paysages rappellent la Thiérache.
La commune se trouve à 90 km de Lille (préfecture du Nord), Bruxelles (Belgique) ou Reims (Marne), à 45 km de Valenciennes, Mons (B) ou Charleroi (B), à 19 km de Maubeuge à 7 km d'Avesnes-sur-Helpe (sous-préfecture) et à 5 km de Maroilles.
La Belgique se trouve à 20 km. Le département de l'Aisne se trouve à 12 km.

### Communes limitrophes
| Taisnières-en-Thiérache |            | Dompierre-sur-Helpe |
|                         | Marbaix    |                     |
| Grand-Fayt              | Petit-Fayt |                     |

### Hydrographie

#### Réseau hydrographique
La commune est située dans le bassin Artois-Picardie. Elle est drainée par l'Helpe Majeure, la Seugnies, le Câtelet, le Marbaix, le Monte-en-Peine et un autre petit cours d'eau,.
L'Helpe Majeure, d'une longueur de 69 km, prend sa source dans la commune de Ohain et se jette  dans la Sambre canalisée à Noyelles-sur-Sambre, après avoir traversé 18 communes. Les caractéristiques hydrologiques de l'Helpe Majeure sont données par la station hydrologique située sur la commune. Le débit moyen mensuel est de 3,89 m3/s. Le débit moyen journalier maximum est de 66 m3/s, atteint lors de la crue du 16 janvier 1968. Le débit instantané maximal est quant à lui de 85,5 m3/s, atteint le 1er juillet 1980.

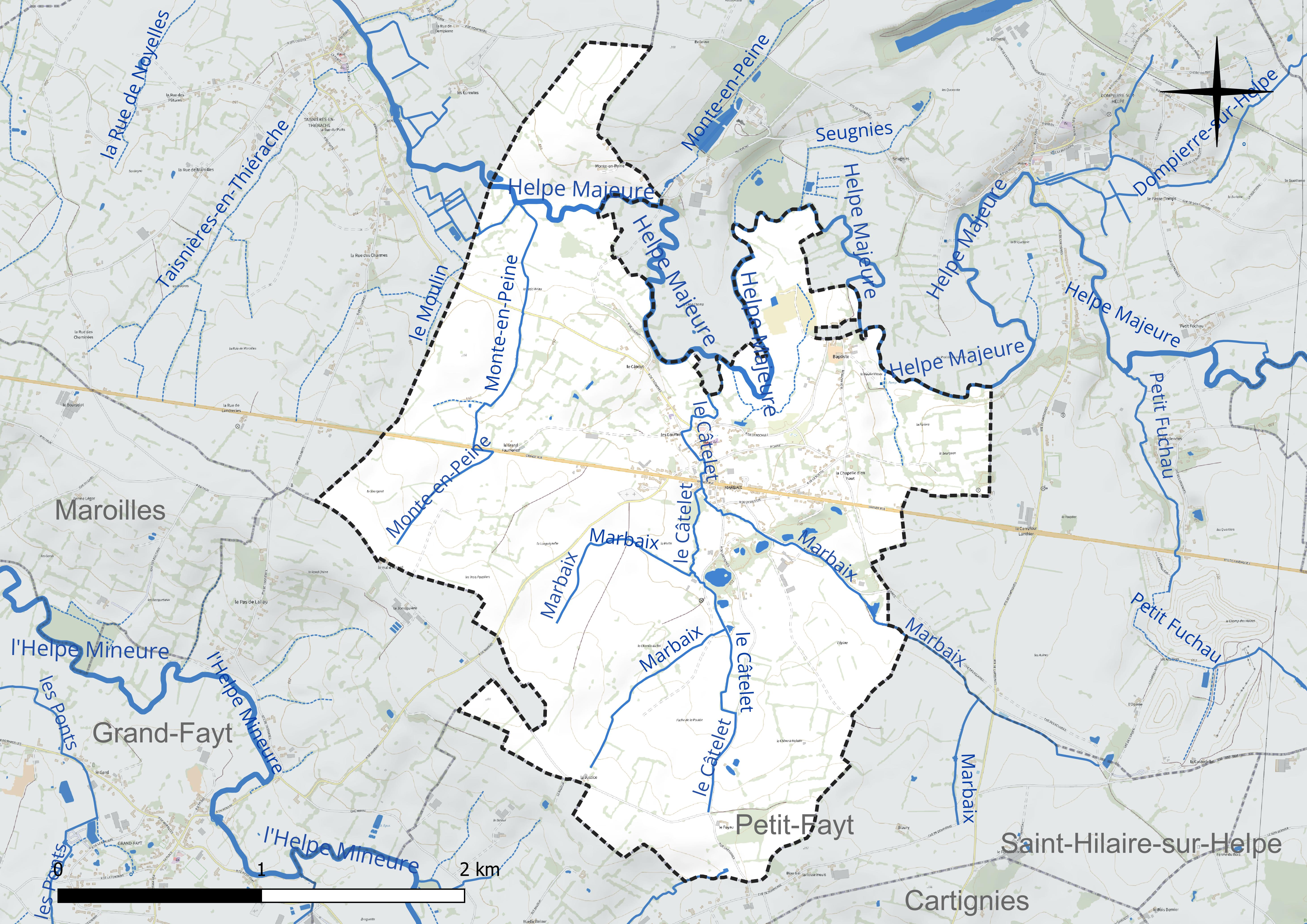
Réseau hydrographique de Marbaix.

#### Gestion et qualité des eaux
Le territoire communal est couvert par le schéma d'aménagement et de gestion des eaux (SAGE) « Sambre ». Ce document de planification concerne un territoire de 1 253 km2 de superficie, délimité par le bassin versant de la Sambre. Le périmètre a été arrêté le 1er novembre 2003 et le SAGE proprement dit a été approuvé le 21 septembre 2012, puis modifié le 18 août 2022. La structure porteuse de l'élaboration et de la mise en œuvre est le syndicat mixte du Parc naturel régional de l'Avesnois. 
La qualité des cours d'eau peut être consultée sur un site dédié géré par les agences de l'eau et l'Agence française pour la biodiversité. 

### Climat
Pour des articles plus généraux, voir Climat des Hauts-de-France et Climat du Nord.
En 2010, le climat de la commune est de type climat des marges montargnardes, selon une étude du CNRS s'appuyant sur une série de données couvrant la période 1971-2000. En 2020, Météo-France publie une typologie des climats de la France métropolitaine dans laquelle la commune est exposée à un climat océanique altéré et est dans la région climatique  Nord-est du bassin Parisien, caractérisée par un ensoleillement médiocre, une pluviométrie moyenne régulièrement répartie au cours de l'année et un hiver froid (3 °C).
Pour la période 1971-2000, la température annuelle moyenne est de 10 °C, avec une amplitude thermique annuelle de 14,8 °C. Le cumul annuel moyen de précipitations est de 858 mm, avec 12,7 jours de précipitations en janvier et 9,2 jours en juillet. Pour la période 1991-2020, la température moyenne annuelle observée sur la station météorologique la plus proche, située sur la commune de Saint-Hilaire-sur-Helpe à 4 km à vol d'oiseau, est de 10,5 °C et le cumul annuel moyen de précipitations est de 802,4 mm,. Pour l'avenir, les paramètres climatiques de la commune estimés pour 2050 selon différents scénarios d'émission de gaz à effet de serre sont consultables sur un site dédié publié par Météo-France en novembre 2022.
| Mois                                  | jan.           | fév.           | mars          | avril         | mai           | juin         | jui.         | août          | sep.          | oct.          | nov.          | déc.          | année      |
| ------------------------------------- | -------------- | -------------- | ------------- | ------------- | ------------- | ------------ | ------------ | ------------- | ------------- | ------------- | ------------- | ------------- | ---------- |
| Température minimale moyenne (°C)     | 0,8            | 0,7            | 2,4           | 4,8           | 8             | 11,3         | 13,1         | 12,5          | 10            | 7,8           | 4,2           | 1,5           | 6,4        |
| Température moyenne (°C)              | 3,1            | 3,6            | 6,3           | 10,1          | 13,2          | 16,5         | 18,5         | 17,8          | 15            | 11,5          | 6,9           | 3,8           | 10,5       |
| Température maximale moyenne (°C)     | 5,5            | 6,4            | 10,3          | 15,4          | 18,5          | 21,8         | 24           | 23            | 20,1          | 15,2          | 9,6           | 6,1           | 14,7       |
| Record de froid (°C) date du record   | −18,5 07.01.09 | −16,1 04.02.12 | −12 13.03.13  | −4,8 03.04.22 | −1,6 12.05.20 | 1,6 05.06.12 | 3,5 31.07.15 | 4,8 20.08.14  | 1,3 30.09.18  | −3,3 28.10.12 | −6,4 30.11.16 | −12 19.12.09  | −18,5 2009 |
| Record de chaleur (°C) date du record | 13,8 18.01.07  | 20,1 26.02.19  | 24,7 31.03.21 | 27,8 25.04.07 | 31,5 27.05.05 | 35 28.06.11  | 39 25.07.19  | 36,6 08.08.20 | 34,5 15.09.20 | 27,1 01.10.11 | 20,2 06.11.18 | 15,5 31.12.22 | 39 2019    |
| Précipitations (mm)                   | 61,9           | 64,1           | 64,5          | 42,6          | 69,2          | 71,5         | 72           | 86,6          | 51,2          | 66            | 68,1          | 84,7          | 802,4      |

## Urbanisme

### Typologie
Au 1er janvier 2024, Marbaix est catégorisée commune rurale à habitat dispersé, selon la nouvelle grille communale de densité à sept niveaux définie par l'Insee en 2022.
Elle est située hors unité urbaine. Par ailleurs la commune fait partie de l'aire d'attraction d'Avesnes-sur-Helpe, dont elle est une commune de la couronne,. Cette aire, qui regroupe 14 communes, est catégorisée dans les aires de moins de 50 000 habitants,.

### Occupation des sols
L'occupation des sols de la commune, telle qu'elle ressort de la base de données européenne d'occupation biophysique des sols Corine Land Cover (CLC), est marquée par l'importance des territoires agricoles (95,1 % en 2018), une proportion sensiblement équivalente à celle de 1990 (95,7 %). La répartition détaillée en 2018 est la suivante : 
prairies (70,3 %), terres arables (24,8 %), zones urbanisées (4,9 %). L'évolution de l'occupation des sols de la commune et de ses infrastructures peut être observée sur les différentes représentations cartographiques du territoire : la carte de Cassini (XVIIIe siècle), la carte d'état-major (1820-1866) et les cartes ou photos aériennes de l'IGN pour la période actuelle (1950 à aujourd'hui).

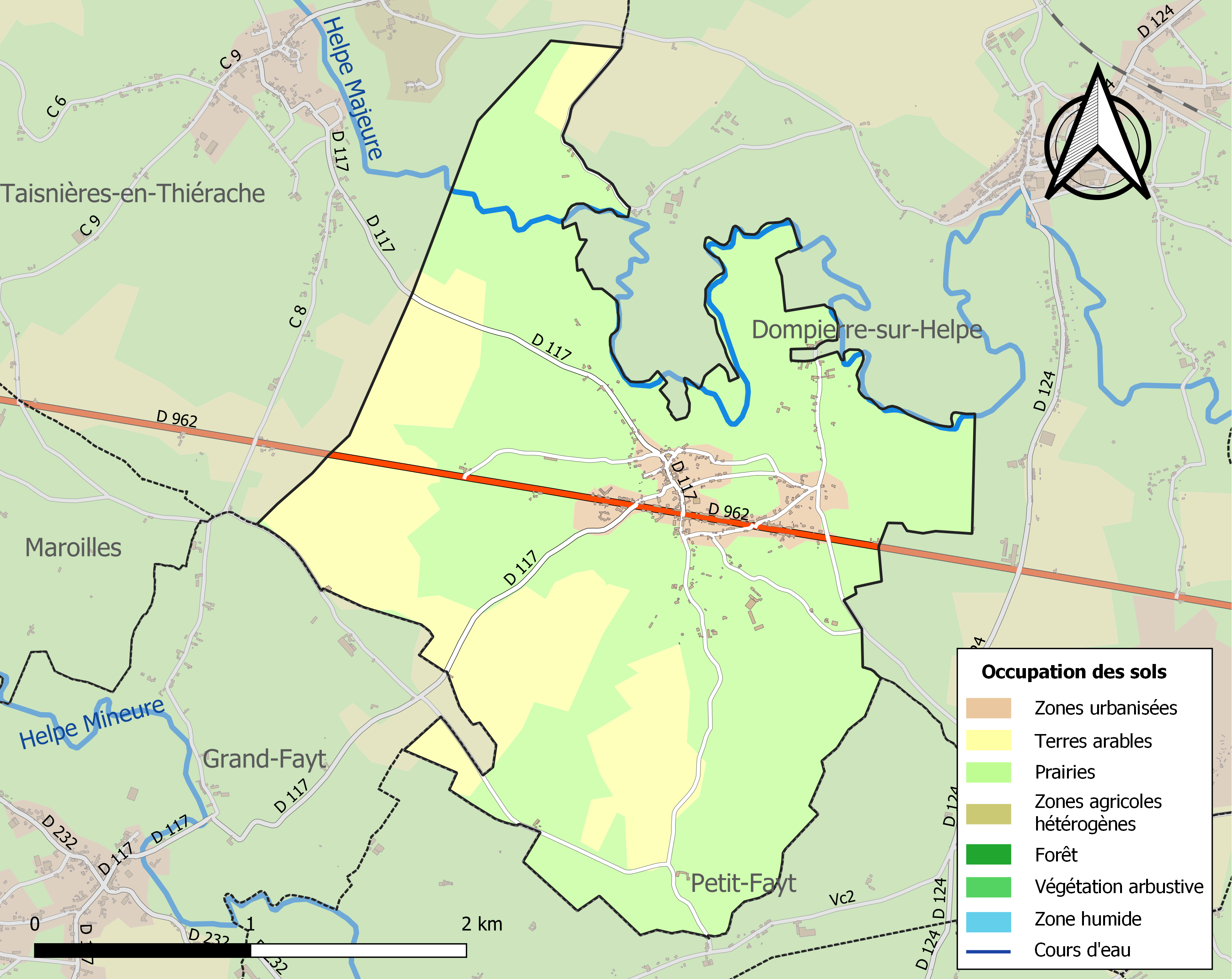
Carte des infrastructures et de l'occupation des sols de la commune en 2018 (CLC).

## Toponymie
On trouve Merbasium, Merbasio, Marbaix au XIIe siècle et Merbatio, Merbaix, Merbais au XIIIe siècle.[réf. nécessaire]
Les termes du vieux bas francique meri ou mari correspondent à « eau stagnante, mare ». Le terme du vieux bas francique *baki signifiant « ruisseau » a quant à lui donné après évolution en langue romane baix ou bais.

## Histoire
- 843 : avec le traité de Verdun, le partage de l'empire carolingien entre les 3 petits fils de Charlemagne octroie à Lothaire Ier, la Francie médiane qui comprend le Hainaut dont fait partie le village.
- 855 : avec le traité de Prüm qui partage la Francie médiane entre les trois fils de Lothaire I, le Hainaut est rattaché à la Lotharingie dont hérite Lothaire II.
- 870 : avec le traité de Meerssen après la mort de Lothaire II, une partie de la Lotharingie dont fait partie le Hainaut est rattachée à la Francie occidentale.
- 880 : avec le traité de Ribemont en 880, le Hainaut est rattaché à la Francie orientale qui deviendra le Saint-Empire romain germanique en 962.
- 1576 : Construction de l'église et du clocher. Agrandissement de l'église en 1750 avec l'adjonction de 2 nefs latérales.
- Marbaix est l'un des quatre villages (Marbaix, Maroilles, Noyelles-sur-Sambre et Taisnières-en-Thiérache) de la terre de Saint-Humbert, terroir de l'AOC du maroilles.
- Marbaix appartient à l'abbaye de Maroilles, qui possédait une ferme voisine de l'église. On y trouve des pierres bleues fort renommées. L'exploitation des carrières était autrefois la principale activité des habitants.
- 1790 : à la suite de la subdivision des départements français en districts, à compter de 1790, Marbaix fait partie du canton de Maroilles, lequel comprend les localités de Leval, Marbaix, Maroilles, Noyelles-sur-Sambre, Taisnières-en-Thiérache, et fait partie du district d'Avesnes jusqu'en 1795, date à laquelle les districts sont supprimés par la constitution du 5 fructidor An III (22 août 1795). Ils seront remplacés par les arrondissements créés par la loi du 28 pluviôse an VIII (17 février 1800)
- Par le passé, existaient des carrières sur le territoire de la Commune. Tout au long des routes et aux abords des petits chemins verdoyants, vous découvrirez des maisons et fermes faites essentiellement de pierres bleues avec parfois la présence de briques rouges/orangées.
- 1914 - 1918 - Première guerre mondiale : Le village se retrouve en zone occupée par les troupes allemandes. Après une fusillade, la nuit du 25 au 26 août 1914, les troupes allemandes entrent dans le village le 26 août 1914. Sous l'occupation, le village dépend de la Kommandantur d'Avesnes-sur-Helpe. Le 6 novembre 1918, vers 15 heures, le village est libéré par des troupes britanniques.
- 1940-1944 - Deuxième guerre mondiale : Marbaix se trouve en zone occupée par les troupes allemandes de mai 1940 à septembre 1944.
- 2003 : Depuis 2003, Marbaix est raccordé au gaz naturel et depuis mai 2005 à la technologie ADSL.
- Chaque année, l'avant dernier dimanche de mai, y est organisée la fête de la Pierre bleue consistant de divers exposants et artisans locaux, de manèges forains, d'une exposition de véhicules anciens et d'un concours hippique (depuis l'édition 2005).

## Héraldique
|  | Les armes de Marbaix se blasonnent ainsi : D'argent à un rencontre de cerf de gueules brochant sur une crosse d'or en pal. |

## Politique et administration
Maire de 1802 à 1807 : Pierre J. Balligand,.
Maire en 1939 : Dupriez.
| Identité                                          | Période   | Période   | Durée  | Étiquette |
| Identité                                          | Début     | Fin       | Durée  | Étiquette |
| ------------------------------------------------- | --------- | --------- | ------ | --------- |
| René Prud'homme (d) (janvier 1923 - 4 avril 2015) | mars 1977 | mars 1989 | 12 ans |           |
| Damien Ducanchez (d), (né le 9 juillet 1954)      | 1995      | En cours  | 30 ans |           |

## Population et société

### Démographie

#### Évolution démographique
L'évolution du nombre d'habitants est connue à travers les recensements de la population effectués dans la commune depuis 1793. Pour les communes de moins de 10 000 habitants, une enquête de recensement portant sur toute la population est réalisée tous les cinq ans, les populations de référence des années intermédiaires étant quant à elles estimées par interpolation ou extrapolation. Pour la commune, le premier recensement exhaustif entrant dans le cadre du nouveau dispositif a été réalisé en 2004.

En 2022, la commune comptait 468 habitants, en évolution de −3,9 % par rapport à 2016 (Nord : +0,51 %, France hors Mayotte : +2,11 %).
| 1793 | 1800 | 1806 | 1821 | 1831 | 1836 | 1841 | 1846 | 1851 |
| ---- | ---- | ---- | ---- | ---- | ---- | ---- | ---- | ---- |
| 290  | 730  | 777  | 726  | 840  | 890  | 975  | 995  | 979  |

| 1856 | 1861 | 1866 | 1872 | 1876 | 1881 | 1886 | 1891 | 1896 |
| ---- | ---- | ---- | ---- | ---- | ---- | ---- | ---- | ---- |
| 895  | 898  | 850  | 770  | 731  | 681  | 663  | 616  | 589  |

| 1901 | 1906 | 1911 | 1921 | 1926 | 1931 | 1936 | 1946 | 1954 |
| ---- | ---- | ---- | ---- | ---- | ---- | ---- | ---- | ---- |
| 557  | 518  | 495  | 454  | 523  | 508  | 505  | 500  | 517  |

| 1962 | 1968 | 1975 | 1982 | 1990 | 1999 | 2004 | 2006 | 2009 |
| ---- | ---- | ---- | ---- | ---- | ---- | ---- | ---- | ---- |
| 544  | 509  | 465  | 456  | 454  | 426  | 439  | 440  | 473  |

| 2014 | 2019 | 2022 | - | - | - | - | - | - |
| ---- | ---- | ---- | - | - | - | - | - | - |
| 485  | 473  | 468  | - | - | - | - | - | - |

#### Pyramide des âges
La population de la commune est relativement jeune.
En 2018, le taux de personnes d'un âge inférieur à 30 ans s'élève à 34,9 %, soit en dessous de la moyenne départementale (39,5 %). À l'inverse, le taux de personnes d'âge supérieur à 60 ans est de 25,1 % la même année, alors qu'il est de 22,5 % au niveau départemental.
En 2018, la commune comptait 236 hommes pour 242 femmes, soit un taux de 50,63 % de femmes, légèrement inférieur au taux départemental (51,77 %).
Les pyramides des âges de la commune et du département s'établissent comme suit.
| Hommes | Classe d’âge | Femmes |
| ------ | ------------ | ------ |
| 0,9    | 90 ou +      | 1,7    |
| 4,3    | 75-89 ans    | 5,9    |
| 18,4   | 60-74 ans    | 19,2   |
| 21,8   | 45-59 ans    | 17,6   |
| 18,4   | 30-44 ans    | 22,2   |
| 17,1   | 15-29 ans    | 13,4   |
| 19,2   | 0-14 ans     | 20,1   |

| Hommes | Classe d’âge | Femmes |
| ------ | ------------ | ------ |
| 0,5    | 90 ou +      | 1,4    |
| 5,3    | 75-89 ans    | 8,1    |
| 14,8   | 60-74 ans    | 16,2   |
| 19,1   | 45-59 ans    | 18,4   |
| 19,5   | 30-44 ans    | 18,7   |
| 20,7   | 15-29 ans    | 19,1   |
| 20,2   | 0-14 ans     | 18     |

## Économie
Principale économie : élevage laitier, maïs, extraction de pierre, affinage du maroilles.
Prochaine édition de la Fête de la Pierre Bleue : 4 juillet 2010.

### Marbaix et la taille de la pierre bleue
En 1895, date de la création de son harmonie, Marbaix vit beaucoup de l'agriculture et tire encore quelques profits de la taille de la pierre bleue. Appelée encore petit granit, cette pierre fut extraite et taillée pendant longtemps et fit partie intégrante de la vie des Marbésiens surtout dans le courant du XVIIIe siècle.
À l'inverse des rocteurs qui détachaient des blocs du gisement pour un salaire peu favorable, les tailleurs de pierre étaient payés aux pièces et pouvaient, en travaillant beaucoup, obtenir un salaire confortable. Les pierres étaient mises aux enchères entre les ouvriers des divers chantiers. Ces enchères représentaient une sorte d'adjudication à laquelle participaient tous les ouvriers sans distinction. Dès le travail terminé, ils en recommençaient une autre. Cette coutume avait pour effet de mettre tous les travailleurs à égalité puisque les divers ouvrages à exécuter étaient accessibles à tous.

## Lieux et monuments
- L'église Saint-Martin (XIIIe siècle, 1576 et 1750). Le portail et plusieurs objets dans l'église sont des Monuments historiques classés ou inscrits.
- Le monument aux morts.
- Le kiosque à musique, type kiosque à danser.
- Le calvaire.
- Plusieurs chapelles, entre autres la chapelle Notre-Dame-de-Hal du XVIIe siècle (Monument historique), la chapelle Sainte-Trinité de 1779, la chapelle Saint-Christophe.

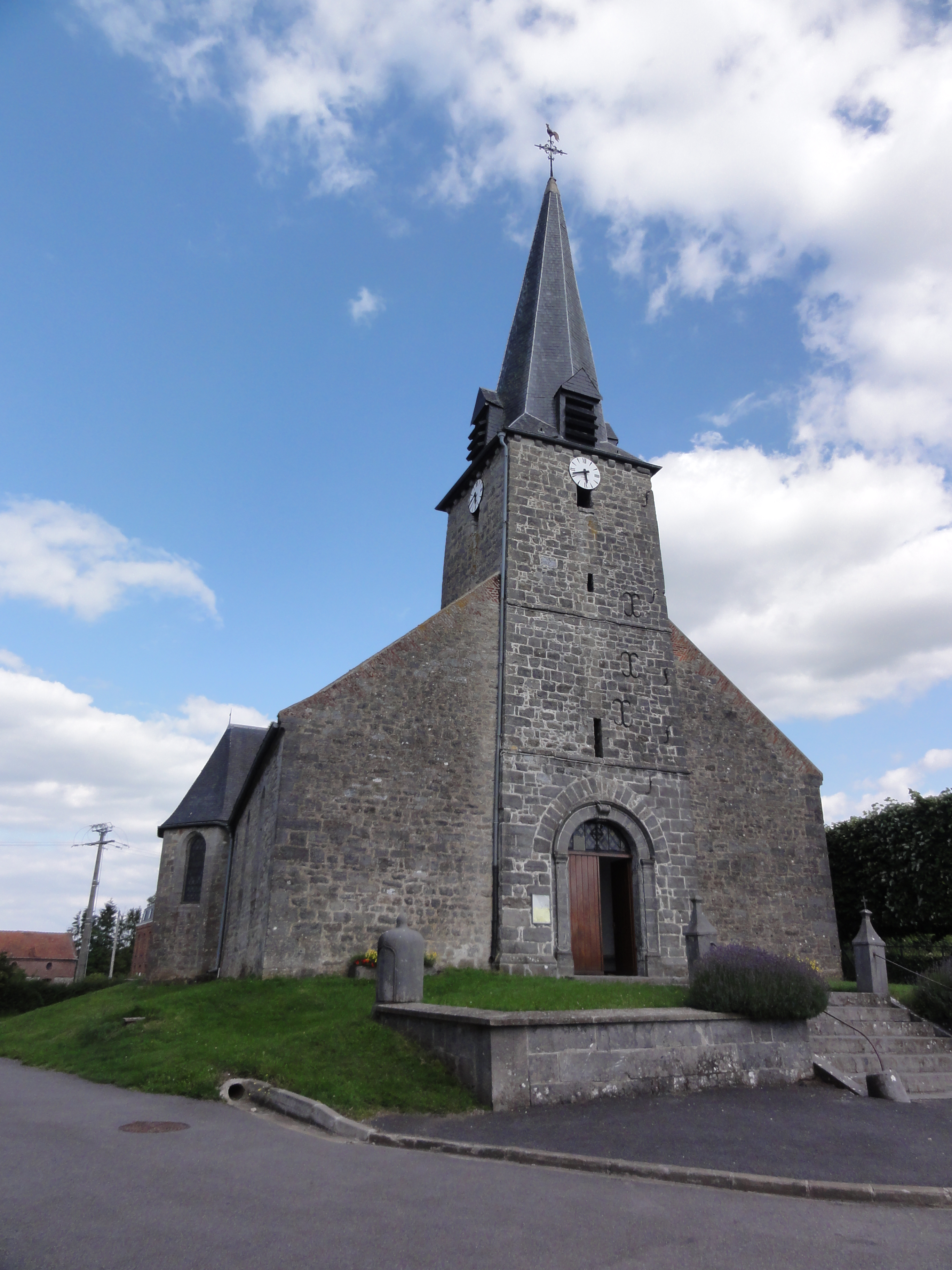
Église Saint-Martin.
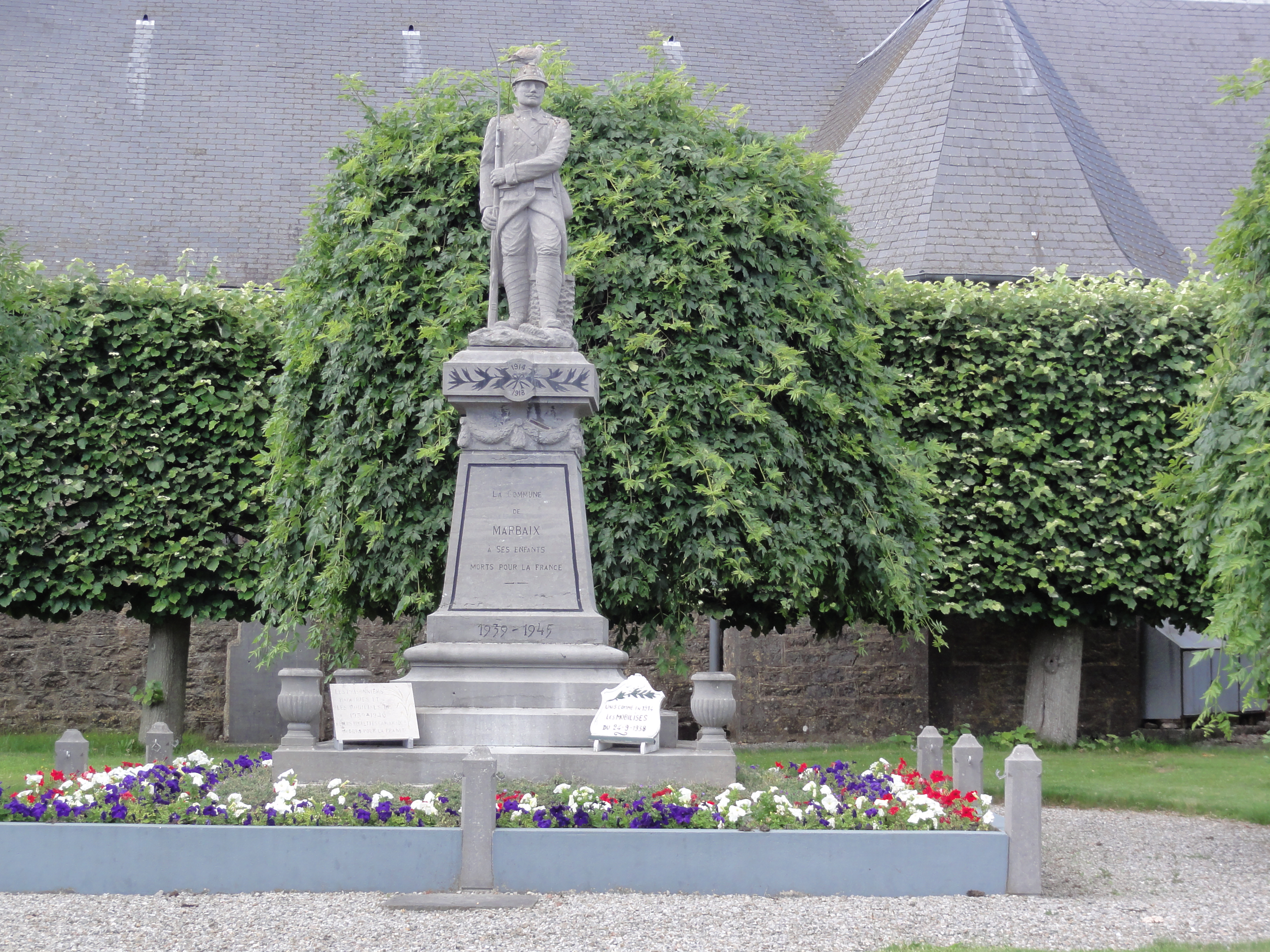
Monument aux morts.
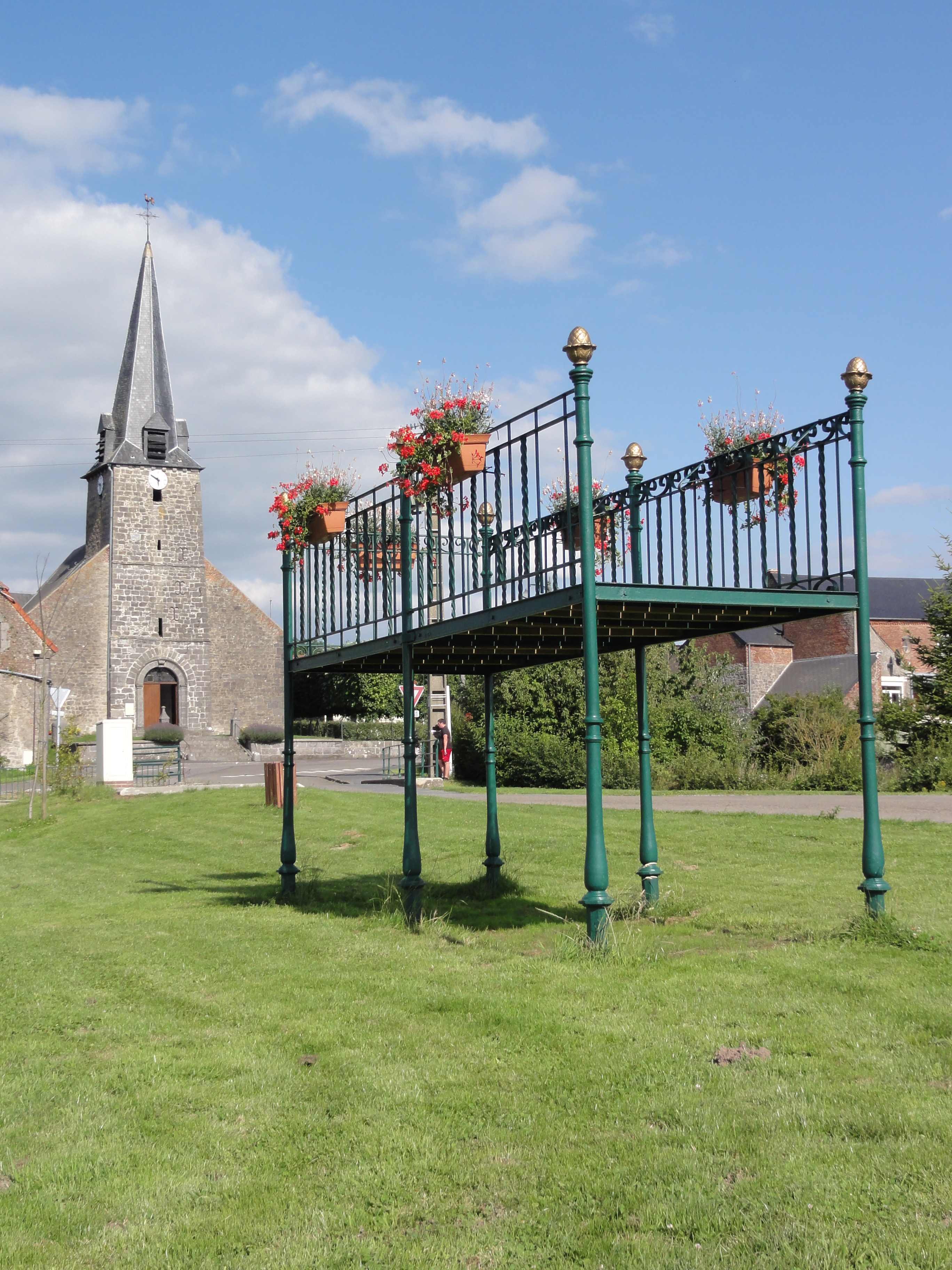
Kiosque à musique.
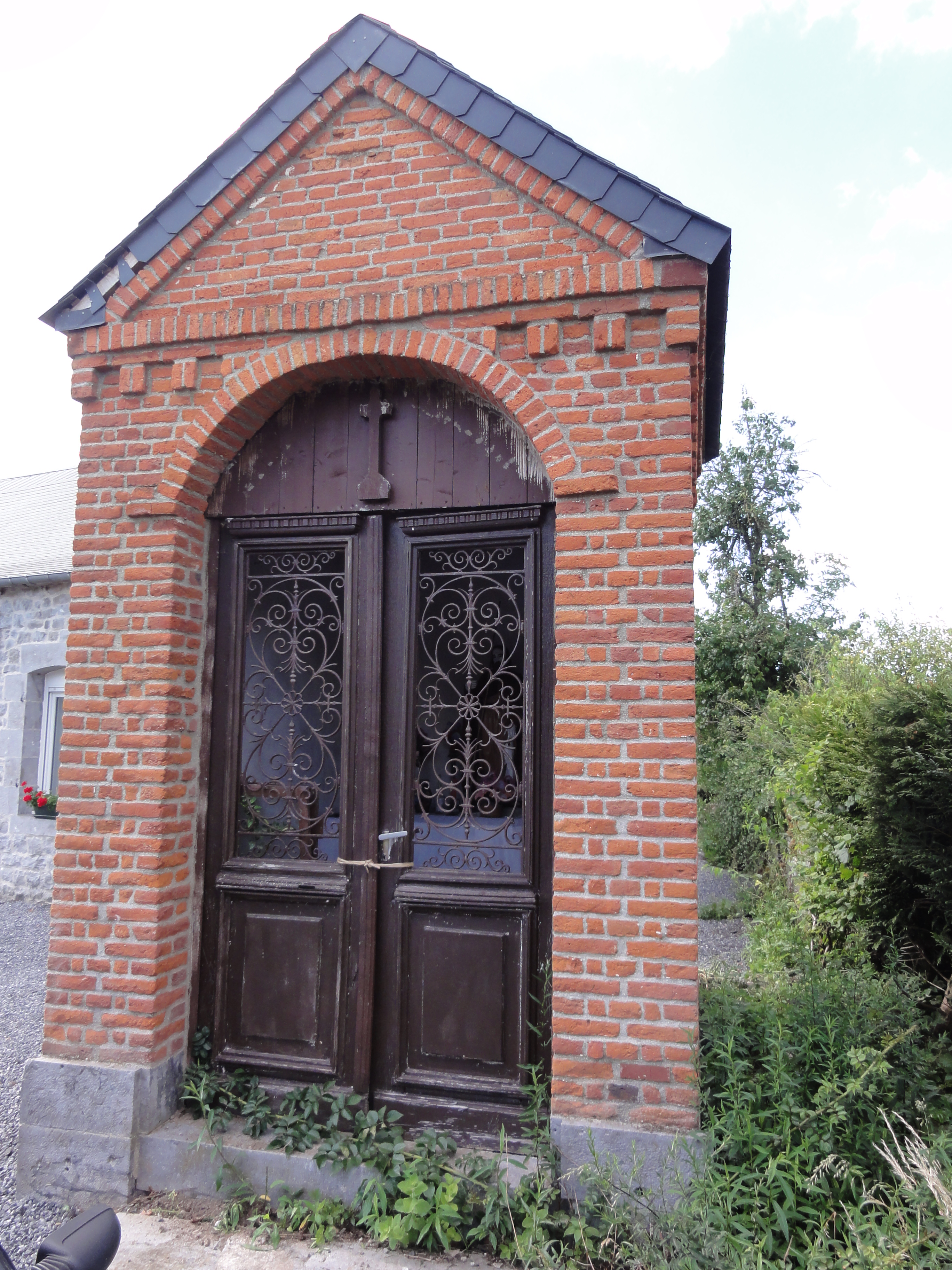
Chapelle Saint-Roch, 1847.
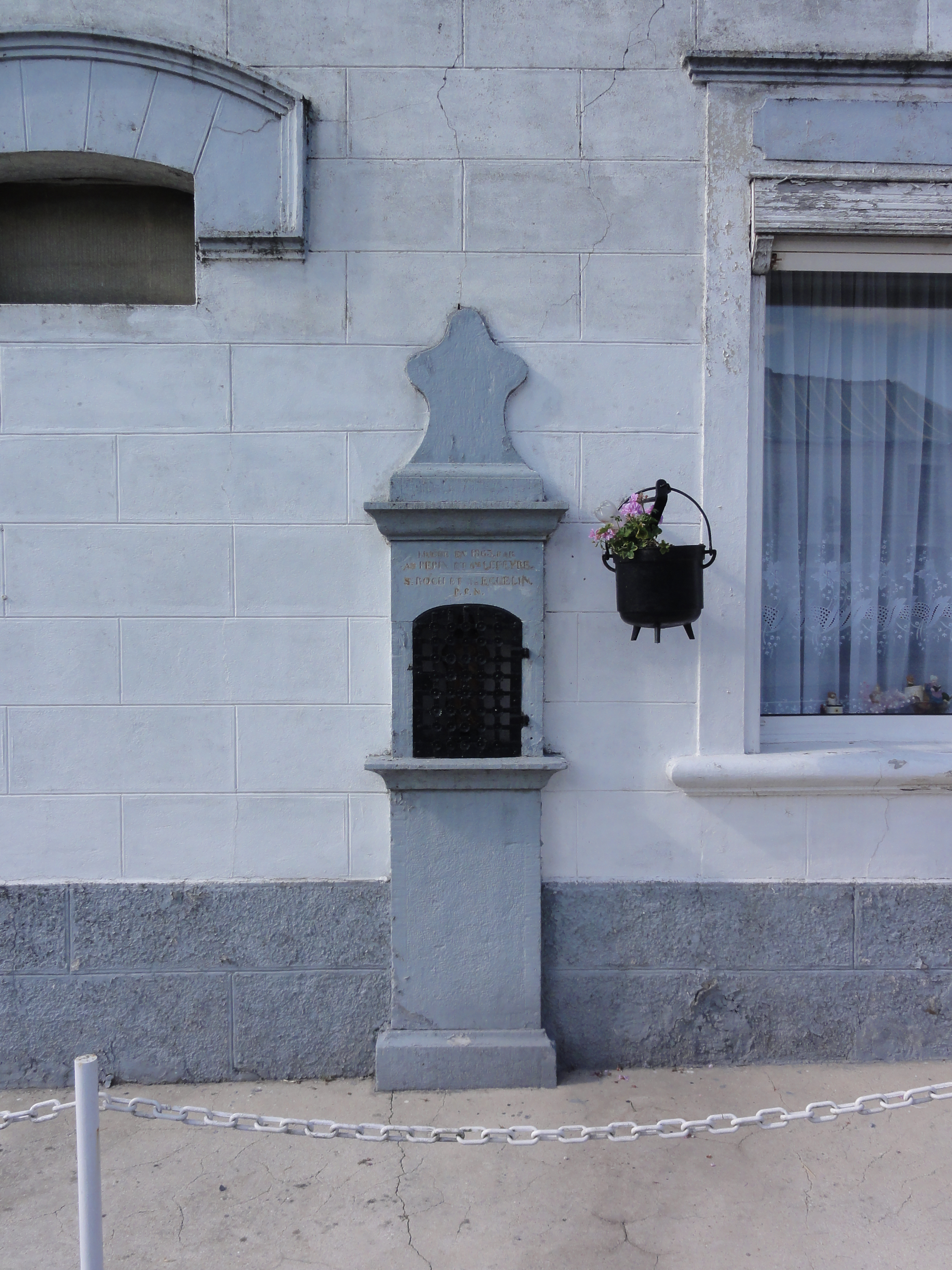
Chapelle St-Roch et St-Écuélin.
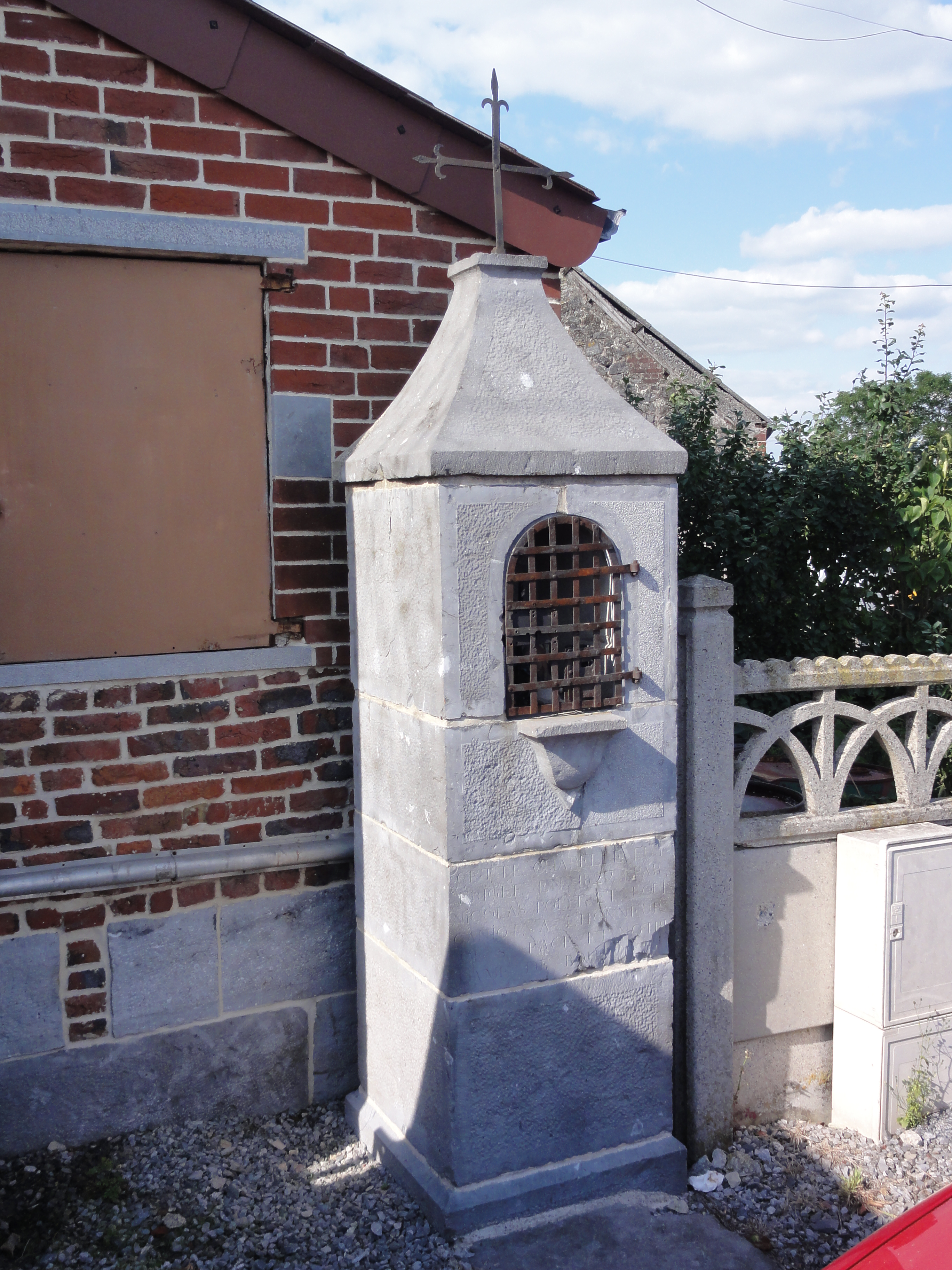
Chapelle Ste-Face et N.D. de Bonsecours.

## Personnalités liées à la commune
- Le général Jacques Fromentin s'illustra à la bataille de Wattignies en 1793. Il fut nommé plus tard gouverneur militaire de Landrecies. Ayant épousé une censière de Grand-Fayt, Joséphine Lebrun, il vint s'installer dans la commune où il mourut en 1830. On peut voir sa pierre tombale dans le cimetière. Sa maison, donnée au village, sert de mairie (ensemble rénové en 2006).

## Pour approfondir